# The Rutles 2: Can't Buy Me Lunch
The Rutles 2: Can't Buy Me Lunch è un mockumentary del 2002, sequel di All You Need Is Cash (1978).

## Trama
Ventitré anni dopo l'originale, il documentarista Melvin Hall (Eric Idle) intervista famosi artisti, attori e musicisti sui giorni di fama della band britannica The Rutles, sebbene la maggior parte finisca nel paese sbagliato. Il film finisce con Melvin e tutti gli intervistati che si mettono a ridere.
La trama rimane la stessa del film precedente con una nuova introduzione e un nuovo finale.

## Il cast
- Eric Idle: Narratore, Dirk McQuickly, Lady Beth Mouse-Peddler
- Neil Innes: Ron Nasty
- Ricky Fataar: Stig O'Hara
- John Halsey: Barry Wom
- David Bowie: Intervistato
- Billy Connolly: Intervistato
- Carrie Fisher: Intervistata
- Jewel Kilcher: Intervistata
- Steve Martin: Intervistato
- Mike Nichols: Intervistato
- Conan O'Brien: Intervistato
- Salman Rushdie: Intervistato
- Garry Shandling: Intervistato
- Robin Williams: Intervistato
- April Adams: Intervistata
- Clint Back: Intervistato
- Jimmy Fallon: Reporter
- Tom Hanks: Intervistato
- Bill Murray: Bill Murray the K. (filmato di repertorio dal film precedente)
- Graham Nash: Intervistato
- Kevin Nealon: Kevin Wongle
- Catherine O'Hara: Astro Gilde (parodia di Astrid Kirchherr)
- Jim Piddock: Troy Nixon
- Bonnie Raitt: Intervistata
- David A. Stewart: Intervistato
- James Taylor: Intervistato
- Jann Wenner: Intervistato

## Pubblicazione
Il film venne commercializzato in America nel 2002, ma non venne mai commercializzato in Gran Bretagna nonostante le richieste di distribuzione in DVD.

## Accoglienza
The Rutles 2: Can't Buy Me Lunch ricevette critiche principalmente negative, con molti che si lamentarono del fatto che fosse semplicemente un'edizione aggiornata del vecchio documentario del 1978 per un pubblico moderno. Idle non chiese a Fataar, Halsey o Innes di partecipare o contribuire al film, ritenendo il tutto un suo progetto solista. Il film non contiene infatti nessuna nuova intervista ai Rutles; e tutto il materiale relativo alla band proviene da spezzoni tagliati all'epoca da All You Need Is Cash. Invece, Idle realizzò appositamente nuove interviste a celebrità come Bowie, Hanks, Raitt, Williams, Shandling e Rushdie. Sebbene egli si fosse opposto alla pubblicazione nel 1996 di The Rutles Archaeology, Idle utilizzò anche canzoni tratte dall'album in questione nel film.